# Liliana Chalá
Elsa Liliana Chalá Mejía (7 de junio de 1965) es una exatleta de Ecuador que compitió en los eventos de 400 m de carrera de vallas y carrera de velocidad. 
Representó a su país natal dos veces en los Juegos Olímpicos de verano: 1988 y 1992. 
Estableció un mejor récord personal de 23.74 segundos en los 200 metros en un evento en Sao Paulo el 9 de octubre de 1987.